# Klara Sportklubb
Klara Sportklubb (KSK) var en svensk idrottsförening som fick sitt namn från de gamla Klarakvarteren i Stockholm. Klubben var främst fokuserad på ungdomsidrott och bedrev sin verksamhet på grusplanen på Norra Latins skolgård. Föreningen grundades på Cardellgatan 6 år 1906 och leddes av ordförande Bror Dahlgren och sekreteraren Algot Dahlström. De huvudsakliga idrotterna var fotboll och bandy. Klubben saknade dock egen hemmaplan och fick spela sina hemmamatcher på olika platser runt om i staden.
I början på 1910-talet nådde Klara SK framgångar i de lokala fotbollsserierna. 1912 blev de trea i ”Stockholmsserien Klass 2”, 1913 vann de ”Stockholmsserien Klass 2” samt pokalserien i bandy, 1914 blev de vinnare av juniormästerskapet.
1915 nådde de semifinalen i distriktmästerskapet men förlorade med 3-1 mot IFK Stockholm. Samma år ledde de efter åtta omgångar Östsvenska serien. 
1915 invigdes Hammarby IP på Södermalm. Hammarby IF, som tidigare saknat en fotbollssektion, inledde därför diskussioner med olika klubbar om en sammanslagning. De två huvudsakliga kandidaterna blev snart Johanneshofs IF och Klara SK.
Då Johanneshofs IF ställde stora krav på Hammarby för ett samgående föll valet istället på Klara SK och vid två styrelsemöten den 10 och 13 augusti 1915 beslutades det om samgåendet. Klara SK bytte namn till Hammarby IF, antog dess färger och flyttade sin verksamhet till Hammarby IP. I gengäld övertog Hammarby IF Klara SK:s skulder och valde in fyra av deras medlemmar i den nybildade fotbollsstyrelsen.
Redan två dagar senare spelades den första matchen i Östsvenskan där Hammarby IF segrade med 5-0 mot Västerås SK. Hammarby vann serien.
Från Klara SK kom flera kända fotbollsspelare, bland andra Ragnar ”Ragge” Gunnarsson (landslagsman 1916), Albin Sellin (landslagsman 1916), Bror Victor ”Kucku” Olsson (landslagsman 1920–1921), Gösta Wihlborg (landslagsman 1919–1923) samt Gösta ”Pegge” Nilsson (Hammarbyspelare i såväl fotboll, ishockey och bandy aktiv fram till 1930). 